# Uwe Bilstein

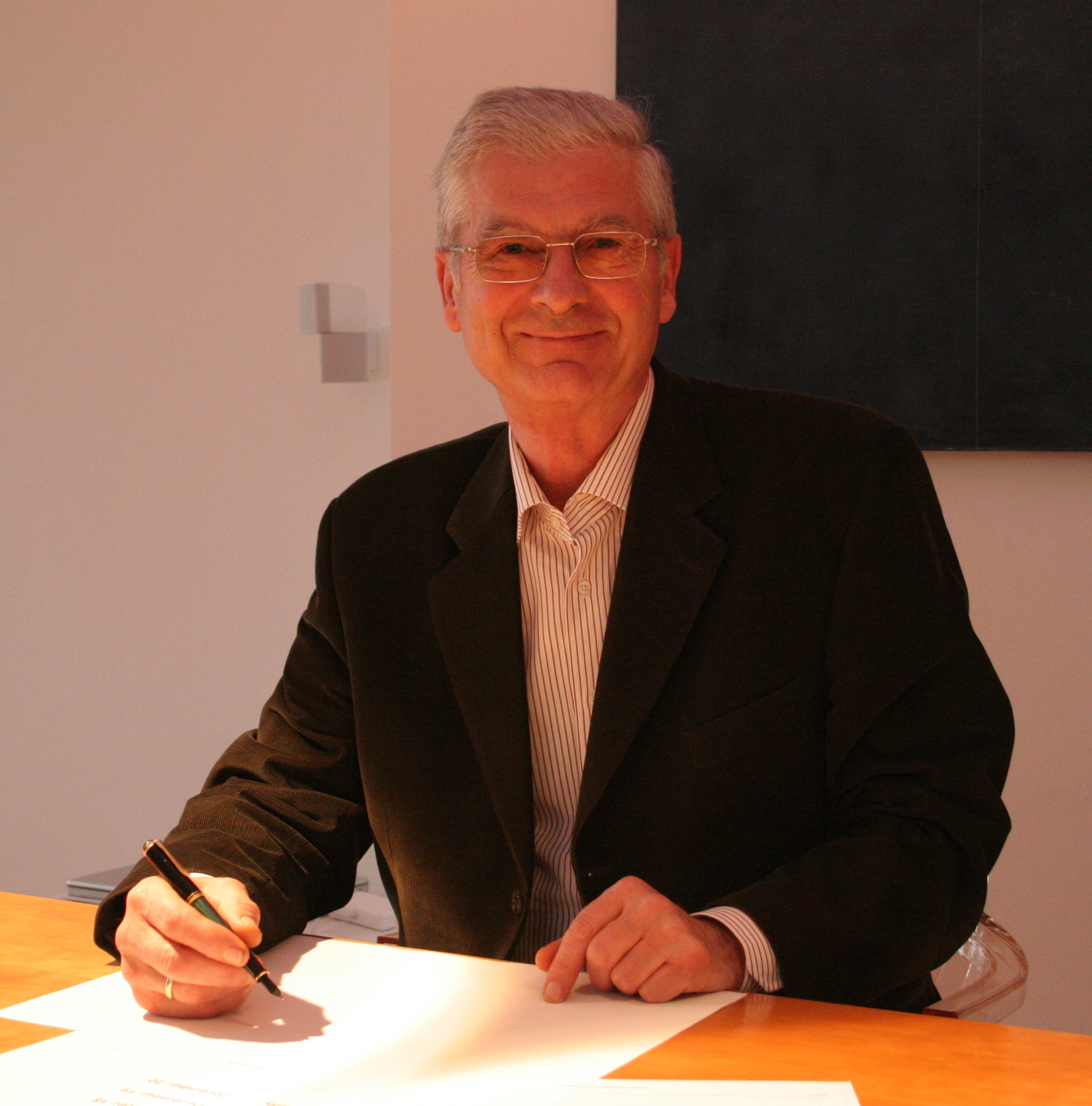
Uwe Bilstein, 2007

Uwe Bilstein (* 19. Mai 1938 in Posen; † 25. Mai 2017) war ein deutscher Autor, Manager und Träger des Bundesverdienstkreuzes am Bande.

## Werdegang
Bilstein war Initiator und bis 2002 Vorsitzender der Geschäftsführung von NBV+UGA, der Vorläuferorganisation der Landgard, einer Vermarktungsorganisation im Gartenbau.
2001 wurden ihm für seine vielfältigen ehrenamtlichen Tätigkeiten im berufsständischen Bereich das Verdienstkreuz am Bande verliehen. Bilstein wurde 2011 Ehrenmitglied des Rotary-Clubs Geldern.

## Werke

### Herausgeber
- Lexikon der neuzeitlichen Agrarwirtschaft[5]

### Autor
- Die Betriebsorganisation von Zuckerrübenbaubetrieben in der Köln-Aachener Bucht unter dem Einfluß des technischen Fortschritts[6]
- Die Beurteilung von Leasing bei Investitionen in der pflanzlichen und tierischen Produktion[7]